# Greatest Lovesongs Vol. 666
Greatest Lovesongs Vol. 666 (englisch für „Größte Liebeslieder Vol. 666“) ist das Debütalbum der finnischen Rockband HIM. Es erschien am 3. November 1997 in Finnland und, als erste Auslandsveröffentlichung, im Januar 1998 in Deutschland.

## Albumtitel
Der Titel Greatest Lovesongs, mit dem Zusatz Vol. 666, soll laut Valo eine Art Gegenpol zueinander darstellen, ähnlich wie Yin und Yang, als helle und dunkle Seite der Liebe. Andererseits darf man den Titel des Albums nicht ganz ernst nehmen:

“With that record title it is strange that some people really took it seriously. Because that has lots of irony in it. How can you take it seriously, a Finnish rock band making their debut-album and calling it the Greatest Lovesongs vol. 666? It’s quite humorous, you know. We’re more into black humour than religious or philosophical concepts.”

„Es ist seltsam, dass manche Leute diesen Albumtitel wirklich ernst genommen haben. Denn er enthält viel Ironie. Wie kann man es ernst nehmen, wenn eine finnische Rock-Band ihr Debütalbum macht und es Die großartigsten Liebeslieder Band 666 nennt? Es ist ziemlich humorvoll, wissen Sie. Wir stehen mehr auf schwarzen Humor als auf religiöse oder philosophische Konzepte.“

## Albumcover
Jedes Album von HIM hat absichtlich eine andere Farbe als Farbkonzept. Das Coverartwork des Debüt-Albums ist in rot gehalten, die CD selbst glänzt metallisch-rot.
Es war beabsichtigt, kein standardmäßiges Bandfoto als Cover zu verwenden, weil es zu wenig auffällt. Konzept war, ein ikonenhaftes Cover zu kreieren, das an eine leidende Figur aus einem religiösen Gemälde erinnert.
Auf dem Cover ist der HIM-Frontmann Ville Valo abgebildet. Er ist stark geschminkt, die Haare sind streng zurückgebunden und man kann seinen nackten Oberkörper sehen. Auf Höhe seiner Brust ist der HIM-Schriftzug zu sehen (die drei Buchstaben des Wortes HIM werden durch eine horizontale Linie miteinander verbunden). Man kann sagen, dass diese Kombination aus dem Foto in Verbindung mit der horizontalen Linie der Schrift, unterbewusst das Bild von der Kreuzigung Jesu suggeriert. Der Hintergrund ist in rot gehalten und soll wahrscheinlich an die Hölle erinnern, zumindest gab es damals Plakate, auf denen das gleiche Albumcover abgebildet war, aber zusätzlich befanden sich am unteren Bildrand lodernde Flammen. Die Gestaltung des Covers übernahm Janne Uotila von Neo-Geo, das Coverfoto stammt von Vertti Teräsveuori.

## Entstehungsgeschichte
Das Album wurde im Sommer 1997 im Jugendzentrum des Helsinkier Stadtteils Munkkiniemi und danach in einem Studio in Jokela aufgenommen. Insgesamt dauerten die Aufnahmen 15 Tage.
Auf dem Album spielt nicht der damalige Keyboarder Antto Melasniemi, sondern Ville Valo Keyboard, da Melasniemi nach Meinung des Produzenten Hiili Hiilesmaa „kein sehr ambitionierter Musiker“ war.
Als Inspirationsquelle für die ersten Lieder der Band gibt Ville Valo The Oxford Book of Death von D.J. Enright an. Er sagte, dieses Buch sei damals wie eine Bibel für ihn gewesen und habe ihm zu vielen Ideen verholfen.

## Titelliste
Die Stücke ohne weitere Angaben wurden von Ville Valo geschrieben.
1. Your Sweet Six Six Six
2. Wicked Game (Chris Isaak)
3. The Heartless
4. Our Diabolical Rapture (Valo, Lindström, Järvinen)
5. It’s All Tears (Drown in This Love)
6. When Love and Death Embrace
7. The Beginning of the End
8. (Don’t Fear) The Reaper (Donal Roeser, Sandy Pearlmann)
9. For You (Valo, Lindström)
10. (666) (Instrumental-Ghost-Track)

## Veröffentlichungen und Chartplatzierungen
Nachdem das Album in Finnland Goldstatus erreichte und es die ersten beiden Singleauskopplungen dort in die Top 10 der Charts schafften, erhielt die Gruppe einen Vertrag bei Gun/Super Sonic und das Album wurde in Deutschland veröffentlicht. Aufgrund dieses Erfolges spielte die Gruppe ihre ersten Auslandskonzerte am 29. August 1998 beim Summer Horizon-Festival in Gelsenkirchen als Vorgruppe für The Sisters of Mercy und am 12. September 1998 in Bochum beim Crossing All Over-Festival.
Aus dem Album wurden in Finnland vier Singles ausgekoppelt (Wicked Game, When Love and Death Embrace, Your Sweet Six Six Six, It’s All Tears), in Deutschland erschienen jedoch nur Wicked Game, eine Chris-Isaak-Coverversion, und When Love and Death Embrace, zu denen auch Musikvideos entstanden. Neben Wicked Game befindet sich mit (Don’t Fear) The Reaper (eigentlich von Blue Öyster Cult) eine weitere Coverversion auf der Platte. Dieses Lied und For You singt Ville Valo im Duett mit den finnischen Sängerinnen Sanna-June Hyde ((Don’t Fear) The Reaper) und Asta Hannula (For You).
Nur in Finnland erschien das Album, mit einer anderen Titelabfolge, im Digipak. In Deutschland erschien jedoch später eine limitierte Version mit dem zusätzlichen Lied Stigmata Diaboli.

## Infos zu einzelnen Songs
- Wicked Game stammt im Original von Chris Isaak. Ville Valo hatte die Idee, dieses Lied zu covern, als er es im Film Wild at Heart – Die Geschichte von Sailor und Lula hörte.[10] Schon vor der Veröffentlichung auf Greatest Lovesongs Vol. 666 wurde eine „grobere“ Version von Wicked Game auf der EP 666 Ways to love: Prologue, von 1996, veröffentlicht. Die Plattenfirma wollte es nun aber auch auf dem Album haben (höchstwahrscheinlich, weil die Auflage der EP nur ca. 1000–2000 Stück betrug).

- The Heartless: Auch von The Heartless gibt es eine ältere, längere Demo-Version. Es ist eines der ersten Lieder, die Ville Valo geschrieben hat.[11] Es handelt davon wie er als Teenager unglücklich in ein Mädchen verliebt war, das mit seinem besten Freund zusammenkam.[12][11] Das Lied entstand ca. 1994 und wurde später einige Male von der Band überarbeitet.[11]

- It’s All Tears: Am Ende von It’s All Tears hört es sich so an als ob die CD beschädigt ist, und das Lied bricht auf einmal ab. Das war die Idee des Produzenten Hiili Hiilesmaa, der diesen „Effekt“ für das Lied verwendete.[4]

- The Beginning of the End: In diesem Lied kann man als Soundeffekt das Geräusch von Blechdosendeckeln hören.[11] Valo sagte 2002 über das Lied, dass es viel progressiver ist als die Musikstücke, die sie inzwischen machen.[11] Es ist eines der härtesten Lieder von HIM.

- (Don’t Fear) The Reaper stammt im Original von Blue Öyster Cult. Die Idee, eine Coverversion von (Don’t Fear) The Reaper zu machen, kam Ville Valo, als er den Film Halloween anschaute, in dem das Lied gespielt wird.[13] Das (Don’t Fear) The Reaper-Cover wurde nur mit auf das Album genommen, weil das Album ohne dieses Lied zu kurz gewesen wäre (ca. 32 Minuten).[4] Da keine Zeit mehr blieb, um neue Songs zu schreiben und aufzunehmen, entschloss sich die Band, den ca. siebenminütigen Song hinzuzufügen.[4] Es handelt sich hierbei nur um eine Demo-Version, die HIM schon einige Zeit zuvor aufgenommen hatten.[4] HIM haben (Don’t Fear) The Reaper noch nie live gespielt.

## Infos zu den Videoclips
When Love and Death Embrace wurde in einer stillgelegten Psychiatrie in Nikkilä von Mikko Pitkänen gefilmt. Im Video geschieht nicht viel, aber es erinnert, wie das Musikstück selbst, an die Stimmung aus David-Lynch-Filmen. Ville Valo stellt drei unterschiedliche Personen im Video dar, eine ist eine Frau.
Wicked Game existiert in drei unterschiedlichen Versionen, sowohl musikalisch als auch visuell:
- Der aller erste Videoclip von HIM wurde von ihnen selbst in einem Park in Helsinki gedreht und von einem Studenten geschnitten.[14] Der Videoclip wurde 1996 für die EP-Version von Wicked Game gemacht und nur ein einziges Mal im finnischen Fernsehen gezeigt.[14] Erst Jahre später wurde dieses Video auf der DVD Love Metal Archives vol. 1 veröffentlicht.
- Der zweite Videoclip wurde für den deutschen Markt gemacht als Greatest Lovesongs 1998 in Deutschland veröffentlicht wurde. Gedreht wurde in Deutschland. Regisseur war Markus Walter.[14] Der damalige Keyboarder, Antto Melasniemi, taucht nur in einer kurzen Szene (als „Schneemann“) auf.[14] Im Video spielt die Band vor einer theaterartigen Kulisse, einer gotischen Kirchenruine. Ein Engel mit schwarzen Flügeln lässt das Wetter verrückt spielen. Die visuelle Bildsprache ist sehr eindringlich.
- Zur Zeit des zweiten Albums Razorblade Romance, entschlossen sich die Plattenfirmen von HIM, auf der Razorblade Romance-Fassung für Südeuropa zwei alte Lieder von Greatest Lovesongs vol. 666, in neu eingespielten Varianten, aufs Album zu packen (weil Greatest Lovesongs zuvor nie in diesen Ländern veröffentlicht wurde). Deshalb gibt es einen dritten Videoclip von Wicked Game, der im Jahr 2000 in London unter der Regie von Bill Yukich entstand.[14] Die Handlung spielt in einem schmuddeligen Strippklub, in dem eine alte Frau strippt. Es gibt eine Fassung, in der man sie nackt sieht, und eine „anständigere“.

## Kommerzieller Erfolg

### Chartplatzierungen
| ChartsChartplatzierungen | Höchstplatzierung | Wochen |
| ------------------------ | ----------------- | ------ |
| Deutschland (GfK)        | 50 (23 Wo.)       | 23     |
| Finnland (IFPI)          | 2 (29 Wo.)        | 29     |

### Auszeichnungen für Musikverkäufe
| Land/Region     | Auszeichnungen für Musikverkäufe (Land/Region, Auszeichnung, Verkäufe) | Verkäufe |
| --------------- | ---------------------------------------------------------------------- | -------- |
| Finnland (IFPI) | Platin                                                                 | 68.719   |
| Insgesamt       | 1× Platin ·                                                            | 68.719   |

## Sonstiges
- Das Album besitzt genau genommen 66 Tracks, bei einer Laufzeit von 66 Minuten und 6 Sekunden – eine Spielerei, um bei Display-Anzeigen von CD-Spielern ebenfalls die Zahl 666 zu erreichen, schließlich beinhalten die Tracks 10 bis 65 keine Musik. Lied 66 spielt jedoch die Melodie von The Heartless des zweiten Demotapes.
- Ende 1998 konnten HIM in Finnland den Emma Award, einen renommierten finnischen Musikpreis, als Beste Newcomer entgegennehmen.[17]
- Viva2 filmte einen Auftritt von HIM im Rahmen des gewonnenen Talentwettbewerbs der VW Sound Foundation[18] am 7. Dezember 1998.[19] der Auftritt fand ohne Publikum statt und wurde in der Sendung Overdrive gezeigt. HIM spielten 7 der 9 Lieder von Greatest Lovesongs Vol. 666 (sie spielten nicht The Beginning of the End und (Don’t Fear) The Reaper). Antto Melasniemi war schon durch Juska Salminen (Zoltan Pluto) als Keyboarder ersetzt. Der Auftritt zählt inzwischen zu einem der besten der Band.